# Tanjung Unggat
Tanjung Unggat is een bestuurslaag in het regentschap Tanjung Pinang van de provincie Riau-archipel, Indonesië. Tanjung Unggat telt 13.396 inwoners (volkstelling 2010).